# De wegzending van Hagar en Ismaël
De wegzending van Hagar en Ismaël (Duits: Abrahams Abschied von Hagar und Ismael) is een schilderij van Pieter Lastman uit 1612. Sinds 1930 maakt het deel uit van de collectie van de Hamburger Kunsthalle.

## Voorstelling
Toen Sara op hoge leeftijd beviel van een zoon, Isaak, droeg ze haar man Abraham op om de Egyptische dienstmaagd Hagar weg te zenden bij wie hij eerder ook een zoon verwekt had, Ismaël. In het bijbelboek Genesis staat beschreven hoe Abraham een brood en een waterzak aan Hagar gaf die daarna met haar zoon de woestijn in trok. 
Op Lastmans schilderij heeft de huilende Ismaël de proviand in zijn handen, terwijl een hand van zijn vader zegenend op zijn hoofd ligt. Met zijn andere hand houdt Abraham een pols van Hagar vast die haar armen smekend uitgestrekt heeft. Van een afstand bekijkt Sara het tafereel met Isaak op haar arm. Ze staat op een open plek voor enkele huizen waar ook boerderijdieren rondlopen, een meid een koe melkt en een andere vrouw water uit een put haalt. Boven het gehucht staat een vervallen, ronde tempel, wellicht een grafmonument. Aan de rechterkant van het paneel is op de achtergrond een landschap met bergen en een rivier te zien. Een weg voert over een brug naar een nederzetting in de verte.
De wegzending van Hagar was een populair onderwerp in de Nederlanden in de zestiende en zeventiende eeuw. Deze verpersoonlijking van het oude (Hagar) en nieuwe verbond (Sara) werd op veel schilderijen uitgewerkt, maar bijvoorbeeld ook in een toneelstuk (1616) van Abraham de Koningh. Van Lastman zijn nog enkele schilderijen en tekeningen van dit onderwerp bekend. Een tekening van Rembrandt die zich in het Albertina bevindt, lijkt een directe verwijzing naar het schilderij van Lastman. Ook schilderijen van Gerbrand van den Eeckhout, Barent Fabritius en Jan Pynas verraden zijn invloed.

## Herkomst
Het schilderij is afkomstig uit de verzameling van Leo von Kügelgen, een Duitse arts en kunsthistoricus uit Tallinn. In 1930 kocht de Kunsthalle het werk voor 3.000 mark van hem.

## Afbeeldingen

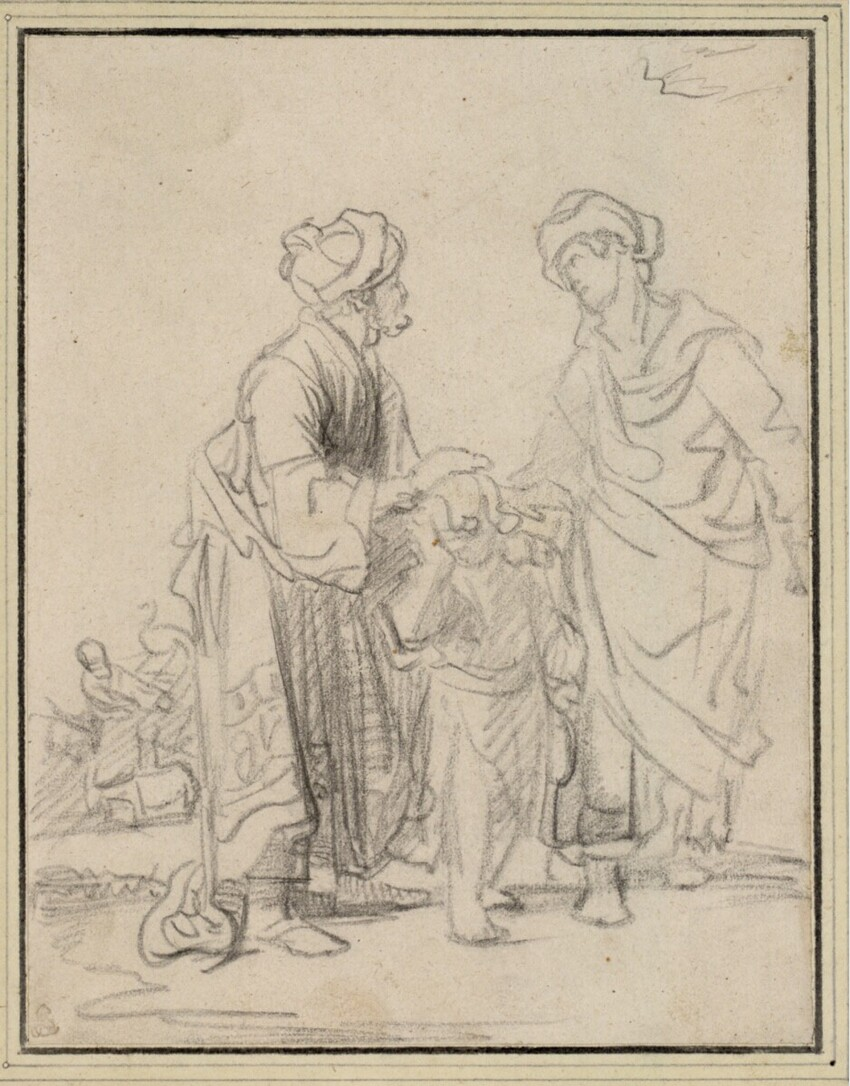
De wegzending van Hagar - Rembrandt
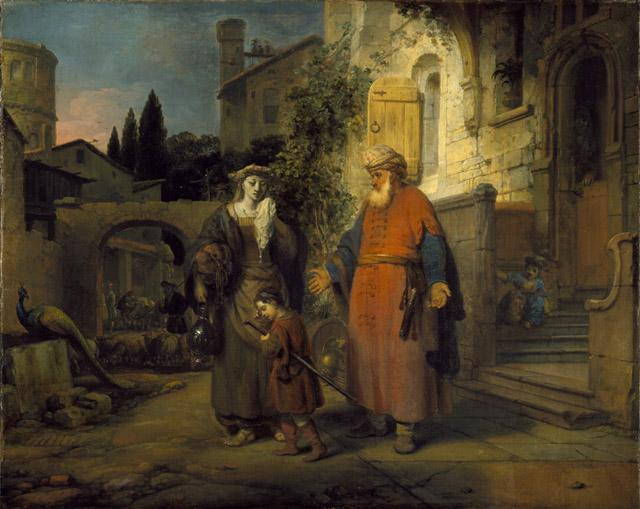
De wegzending van Hagar - Gerbrand van den Eeckhout
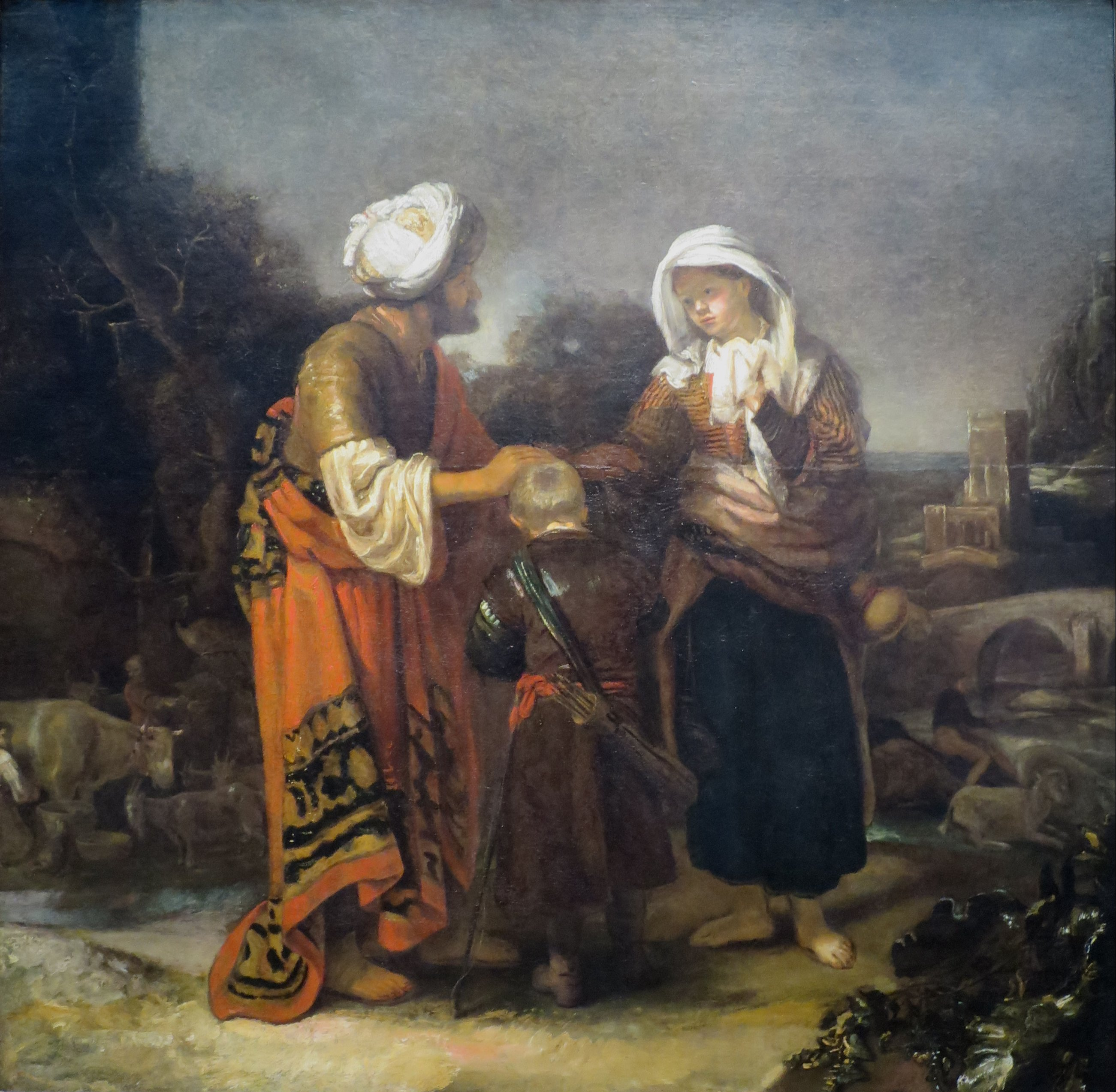
De wegzending van Hagar - Barent Fabritius
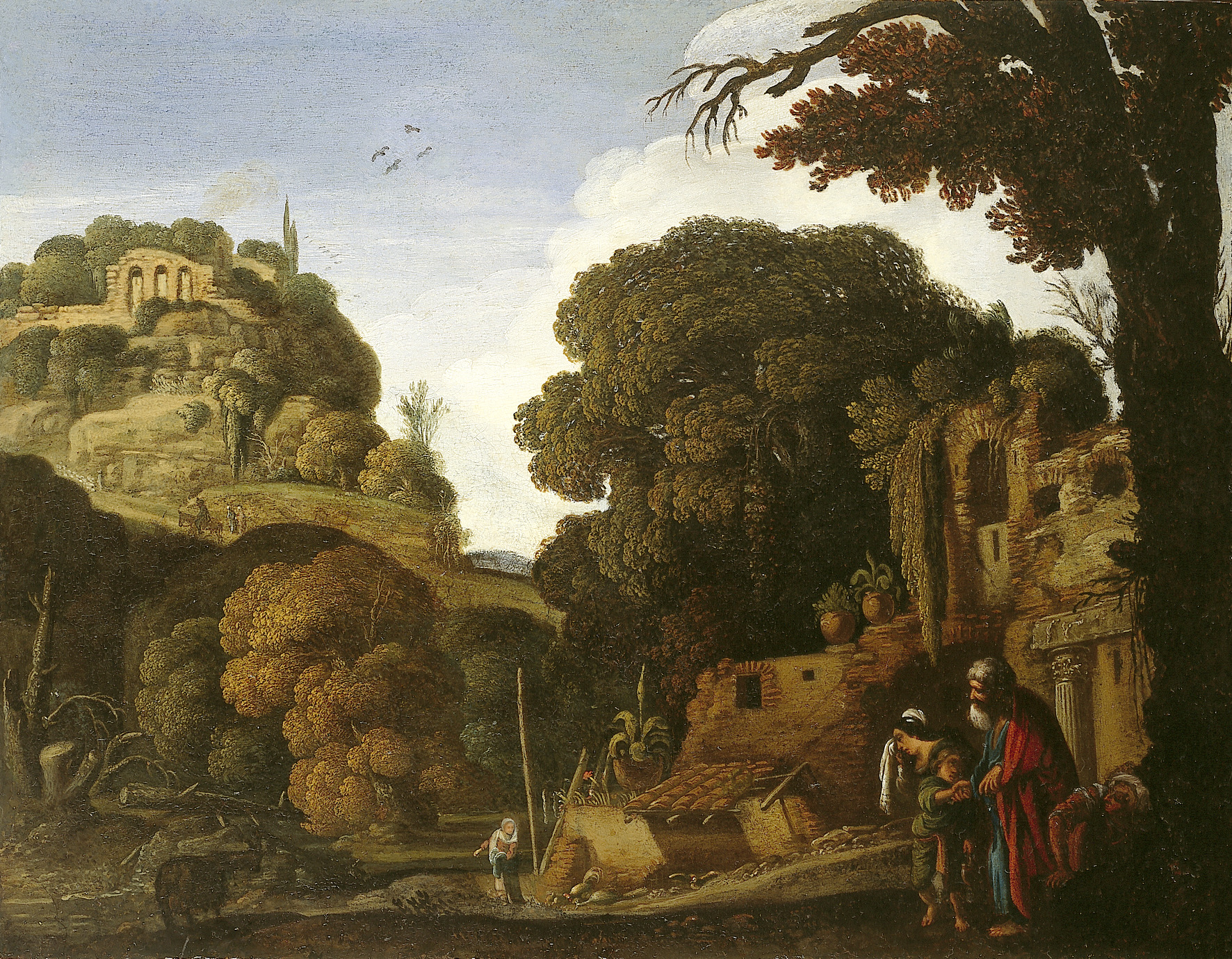
Landschap met het heenzenden van Hagar en Ismael - Jan Pynas